# Дьюла Хайсан
Дьюла Хайсан (угор. Gyula Hajszán, нар. 9 жовтня 1961, Шопрон) — угорський футболіст, що грав на позиції півзахисника, зокрема за національну збірну Угорщини.
Дворазовий чемпіон Угорщини. 

## Клубна кар'єра
У дорослому футболі дебютував 1979 року виступами за команду «Дьйор», в якій провів десять сезонів, взявши участь у 247 матчах чемпіонату.  Більшість часу, проведеного у складі «Дьйора», був основним гравцем команди. За цей час двічі виборював титул чемпіона Угорщини.
Згодом з 1989 по 1994 рік грав у Німеччині, де захищав кольори клубів «Дуйсбург» та «Теніс Боруссія».
Завершував професійну ігрову кар'єру в рідному «Дьйорі», до якого повернувся 1994 року і де провів ще два з половиною сезони. Згодом грав за австрійські аматорські команди.

## Виступи за збірну
1982 року дебютував в офіційних матчах у складі національної збірної Угорщини.
У складі збірної був учасником чемпіонату світу 1986 року у Мексиці.
Загалом протягом кар'єри у національній команді, яка тривала 13 років, провів у її формі 35 матчів, забивши 4 голи.

## Титули і досягнення
- Чемпіон Угорщини (2):

«Дьйор»: 1981-1982, 1982-1983